# Los pitufos olímpicos
Los pitufos olímpicos (en el francés original Les Schtroumpfs olympiques) es la vigésimo primera historieta de Los Pitufos escrita y dibujada por Peyo en 1980

## Trayectoria editorial
Originalmente publicada de forma seriada en 1980 en los números 2199 a 2105 de la revista Le Journal de Spirou, en 1983 se publicó en formato álbum junto a Pascua pitufante y El jardín de los pitufos.

## Argumento
El Pitufo Fortachón decide organizar juegos para que los otros pitufos practiquen deporte. Cuando los pitufos oyen que el premio es una medalla, no les importa (porque ya consiguieron medallas en El Pitufísimo), así que el premio se cambia para ser un beso de la Pitufina.
Los pitufos forman dos equipos para los juegos: equipo amarillo y equipo rojo. Nadie quiere al Pitufo Canijo en su equipo, así que el Pitufo Fortachón le sugiere que compita por cuenta propia. El Pitufo con Gafas decide ser el árbitro.
A la mañana siguiente, el Pitufo Fortachón va a ver el entrenamiento de los pitufos, y solo encuentra al Pitufo Canijo, así que va a despertar a los otros, que entonces deciden desayunar. El Pitufo Fortachón los critica y les dice que sigan el ejemplo del Pitufo Canijo, así que deciden ir observar su entrenamiento.
El Pitufo Canijo hace un mal tiempo corriendo. Durante su práctica de lanzamiento de martillo, golpea accidentalmente el pie del Pitufo Fortachón al tratar de levantar el martillo, y entonces lo lanza a muy poca distancia. Para el salto de altura, salta por debajo de la barra, pero se siente orgulloso de no haber tocado la barra, tal como le dijo el Pitufo Fortachón. Luego sigue el entrenamiento de los otros pitufos. El Pitufo Manitas usa resortes para el salto a distancia, lo que el Pitufo Fortachón dice que es contra las reglas, pero entonces se da cuenta de que no ha escrito un reglamento, así que el Gran Pitufo ofrece escribir uno. Mientras, los pitufos entrenan de maneras poco ortodoxas (usando muelles, alas, etc.), hasta que el Pitufo Fortachón se pone a llorar, así que los demás prometen tomarse el entrenamiento en serio en los días que siguen. El Gran Pitufo llega con el reglamento terminado, pero el Pitufo Fortachón le dice que ya no lo necesitan.
La tarde antes de los juegos, el Gran Pitufo se encuentra con el Pitufo Canijo, que ha decidido abandonar los juegos porque siempre será un debilucho. El Gran Pitufo le da una fórmula que debe untarse en la nariz antes de cada evento para ganar.
A la mañana siguiente, los juegos inician con la llegada del equipo amarillo, el equipo rojo y el Pitufo Canijo (que va de verde). El Pitufo Canijo gana todos las competiciones, en parte debido a que los equipos amarillo y rojo hacen trampa contra los otros, y en parte gracias a la fórmula del Gran Pitufo. Durante la última prueba, la maratón, el Pitufo Canijo se siente muy cansado para continuar, pero se sienta en ortigas y sale corriendo, por lo que ganaba la carrera. Sin embargo, el Pitufo Canijo rechaza la medalla, diciendo que, como usó la fórmula del Gran Pitufo, hizo trampa. El Gran Pitufo explica que la fórmula solo era jalea de grosella, así que ganó limpiamente la medalla y el beso de la Pitufina, pero antes de recibir el beso, el Pitufo Con Gafas muestra una última tarjeta para la Pitufina: una tarjeta rosa, así que la Pitufita decide irse con el Pitufo con Gafas.

## Noas y referencias
1. 1 2 3  V. "Juegos Olímpicos".
2. ↑  Les Schtroumpfs dans le journal de Spirou Archivado el 3 de marzo de 2016 en Wayback Machine., "BDoubliees".

- Datos: Q648733